# Sinogeotrupes compressidens
Sinogeotrupes compressidens is een keversoort uit de familie mesttorren (Geotrupidae). De wetenschappelijke naam van de soort werd in 1891 gepubliceerd door Léon Marc Herminie Fairmaire.